# Уинтерс, Джонатан
Джо́натан Ха́ршман Уи́нтерс III (англ. Jonathan Harshman Winters III; 11 ноября 1925, Белбрук — 11 апреля 2013, Монтесито) — американский комедийный актёр. Выступал на радио, в телевизионных передачах, записал несколько альбомов с комедийными и пародийными номерами. Номинация на премию «Золотой глобус» (фильм «Этот безумный, безумный, безумный, безумный мир») и премия «Эмми».

## Биография
Джонатан Уинтерс родился в городке Белбруке (Огайо). Его детство было омрачено алкоголизмом отца и последующим разводом родителей. Вместе с матерью Эллис Килгор он переехал сначала в Спрингфилд и затем в Дейтон. В 17 лет Джонатан поступил в школу военных моряков и два года прослужил на флоте, участвовал в боевых действиях на Тихоокеанском театре военных действий во время второй мировой войны. Вернувшись он поступил в колледж Kenyon и затем учился в Художественном институте Дейтона, где проявил талант художника карикатуриста.
Карьера Уинтерса в индустрии развлечений началась в 1948 году, когда он неожиданно выиграл местный конкурс талантов с шуточной сценкой. Его заметили и стали приглашать поработать в радио передачи в самых разных качествах: от объявления сводки погоды до комедийных номеров. Известность Уинтерса постепенно растёт и его приглашают в Колумбус в телеканал WBNS-TV (en). Впрочем Уинтерс в последний момент отказывается от этой работы, неудовлетворенный предложенной зарплатой и отправляется покорять Нью-Йорк. Уинтерсу удаётся устроиться работать в ночной клуб и затем он ищет возможность попасть на центральные телевизионные каналы. Как раз в 1949—1950 году в США начинается бум развития телевидения. В 1952 году Уинтерсу удаётся получить небольшую роль в сериале «Омнибус» (en). После этого карьера молодого актёра развивается по нарастающей.
Уинтерс записывается на радио, для аудио постановок и озвучивает радиоспектакли а также мультфильмы. В 1960 году выходит его первый LP диск. Играет в сериалах и телевизионных шоу, популярность приобретают его пародийные номера. В 1957—1958 году на канале CBS выходит его собственное «The Jonathan Winters Show» (en). Известными стали номера в ток шоу «The Tonight Show Starring Johnny Carson» (en) и в сериале «Hot Dog» (en). С 1960 года он начинает появляться на киноэкране. Наиболее заметные роли на киноэкране Уинтерс сыграл в таких фильмах как: «Этот безумный, безумный, безумный, безумный мир», «Незабвенная», «Русские идут! Русские идут!».
С 1980-х он всё реже появляется на экране и чаще занимается озвучиванием. Одна из наиболее известных его работ — голос папы Смурфа в мультсериале «Смурфики» (1981—1989). В 1982 году Уинтерс снялся в одном из эпизодов сериала «Морк и Минди», вместе со своим большим поклонником Робином Уильямсом. За период 1960—2011 года Уинтерс записал около 20 альбомов с комедийными, музыкальными и пародийными номерами. В 2000-х годах актёр продолжает работать с озвучиванием мультфильмов.
В 1948 году женился на Эйлин Шадер и оставался с ней в браке до её смерти в 2009 году. В их семье родилось двое детей.
Умер 11 апреля 2013 года.

## Избранная фильмография

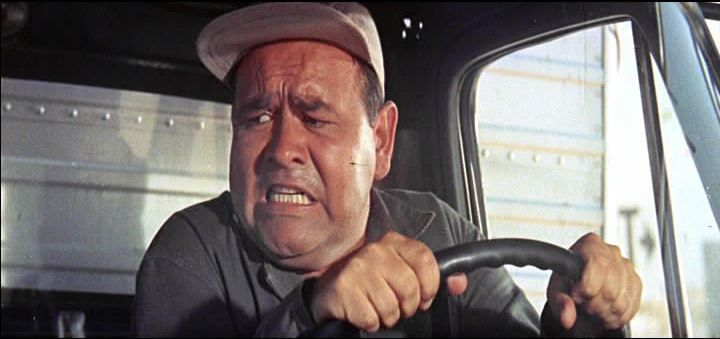
Уинтерс в роли Ленни Пайка («Этот безумный, безумный, безумный, безумный мир»)

| Год  |   | Русское название                                | Оригинальное название                            | Роль                          |
| ---- | - | ----------------------------------------------- | ------------------------------------------------ | ----------------------------- |
| 1961 | ф | Сумеречная зона                                 | The Twilight Zone                                | Джеймс Говард 'жирный' Браун  |
| 1963 | ф | Этот безумный, безумный, безумный, безумный мир | It's a Mad Mad Mad Mad World                     | Ленни Пайк,водитель грузовика |
| 1965 | ф | Незабвенная                                     | The Loved One                                    | Гени и Уилбур Гленворси       |
| 1965 | ф | Русские идут! Русские идут!                     | The Russians Are Coming, the Russians Are Coming | Норман Йонас                  |
| 1966 | ф | Пенелопа                                        | Penelope                                         | профессор Клобб               |
| 1972 | ф | Новые фильмы о Скуби-Ду                         | The New Scooby-Doo Movies                        | Мод Фрикетт                   |
| 1981 | ф | Морк и Минди                                    | Mork & Mindy                                     | Мерт                          |
| 1985 | ф | Алиса в Стране чудес                            | Alice in Wonderland                              | Шалтай-Болтай                 |
| 1988 | ф | Луна над Парадором                              | Moon over Parador                                | Ральф                         |
| 1993 | ф | Вор и сапожник                                  | Arabian Knight                                   | вор                           |
| 1994 | ф | Флинстоуны                                      | The Flintstones                                  | седой человек                 |
| 1994 | ф | Тень                                            | The Shadow                                       | Уэйнрайт Барт                 |
| 2000 | ф | Приключения Рокки и Буллвинкля                  | The Adventures of Rocky and Bullwinkle           | группа персонажей             |

## Премии и номинации
- 1964 — номинация на премию «Золотой глобус», лучший актёр (фильм «Этот безумный, безумный, безумный, безумный мир»)
- 1991 — премия «Эмми», лучший актёр в сериале («Davis Rules»)
- 2003 — номинация на премию «Эмми», лучшая приглашённая звезда в сериале («Life with Bonnie»)